# IC 4422
IC 4422 је елиптична галаксија у сазвјежђу Волар која се налази на листи објеката дубоког неба у Индекс каталогу.
Деклинација објекта је + 30° 28' 26" а ректасцензија 14h 25m 59,1s. Привидна величина (магнитуда) објекта IC 4422 износи 14,2 а фотографска магнитуда 15,2. IC 4422 је још познат и под ознакама MCG 5-34-39, CGCG 163-48, PGC 51530.